# Ustna orbikularna mišica
Ustna orbikularna mišica ali krožna ustna mišica (latinsko musculus orbicularis oris) je skeletna mišica, ki obkroža usta. Sestavljenja je iz dveh delov. Ustnični del obkroža ustno odprtino, jo zapira (sfinkter) ter oblikuje ustnici - spreminja njuno obliko (npr. pri govorjenju, petju, žvižganju...). Robni del je pritrjen na zgornjo in spodnjo čeljustnico in pritiska ustnici ob zobe.